# بوتش فان دي زندشلب
بوتش فان دي زندشلب (مواليد 4 أكتوبر 1995) هو لاعب تنس محترف هولندي، أعلى تصنيف له في الفردي كان ال31 في مايو 2022.

## روابط خارجية
- بوتش فان دي زندشلب على موقع رابطة محترفي التنس (الإنجليزية)
- بوتش فان دي زندشلب على موقع الاتحاد الدولي لكرة المضرب (الإنجليزية)
- بوتش فان دي زندشلب على موقع كأس ديفيز (الإنجليزية)
- بوتش فان دي زندشلب على موقع خلاصة التنس.كوم (الإنجليزية)